# Lype reducta
Lype reducta là một loài Trichoptera trong họ Psychomyiidae. Chúng phân bố ở miền Cổ bắc.